# Fiorenzo Stolfi
Fiorenzo Stolfi (ur. 11 marca 1956) – sekretarz stanu do spraw politycznych i zagranicznych San Marino od 27 lipca 2006 do 4 grudnia 2008. Na stanowisku tym zasiadał dwukrotnie, za pierwszym razem piastując je od grudnia 2002 do grudnia 2003. W okresie od lipca 2002 do grudnia 2002 pełnił funkcję ministra finansów San Marino.
4 grudnia 2008 na stanowisku zastąpiła go Antonella Mularoni.